# Shachrith

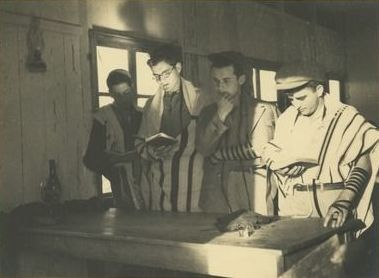
Shachrith, anni 1930

Shachrith è la preghiera mattutina ebraica, la cui origine risale al patriarca Abramo secondo la tradizione ebraica di cui è parte integrante: è fondamento liturgico.
Dopo la distruzione del Tempio di Gerusalemme nel 70 d.C. i sacrifici vennero sostituiti definitivamente con le preghiere, pur rimanendo invariate le usanze del culto del Santuario che prevedevano due sacrifici giornalieri, quello della mattina accompagnato da questa preghiera e quello pomeridiano accompagnato dalla Tefillah di Minchah. C'era inoltre la preghiera serale di Arvith, che per alcuni rimase in secondo piano in quanto non aveva alcun legame con i Sacrifici e la Tefillah di Musaf che viene aggiunta nei giorni festivi per ricordare il Sacrificio aggiuntivo.

## Riti diversi
Inizialmente esistevano solo due riti, il Palestinese ed il Babilonese: da questi sono in seguito derivati il tedesco, il polacco, il greco, lo iemenita, l'italiano e lo spagnolo. Molti di questi riti sono stati modificati.

## Halakhah
- Alcuni proibiscono di bere e mangiare prima del termine della succitata Tefillah; altri permettono di bere acqua, altri anche caffè o bevande (per esempio per la "concentrazione" in preghiera nel caso "manchi"), altri ancora permettono anche di mangiare, purché non per "piacere", solo per "impegni particolari" ulteriori, quale per esempio l'insegnamento della Torah (Qitzur Shulchan Arukh): cfr comunque Haggadah di Pesach e Seder di Pesach.

Sebbene Yosef Caro avesse già sottolineato l'importanza del divieto generale di mangiare o bere alcune bevande prima di Sha'harit, Nachman di Bratslav apprezzava coloro che mangiano secondo il desiderio di rafforzare l'anima per esercitare la devozione religiosa anche per le preghiere, studiando la Torah ed al fine di eseguire Mitzvot, senza esprimere però la propria opinione "in caso di necessità per la salute della persona oltre alle cure"; Rabbi Nachman insegna che, quando una persona merita e si sforza di trovare Dio, la sua dieta può elevarlo ad un livello di desiderio e volontà per Dio che trascende molte altre conquiste spirituali: in questo caso, per i suoi desideri il fisico o la materialità non soltanto supportano le sue aspirazioni spirituali ma diventano anche uno strumento intrinseco dell'anima correlata appunto al fisico per queste aspirazioni! (Likutey Halakhot V) L'astensione dal cibo prima della preghiera ebraica mattutina suggerisce quindi che l'anima, di natura essenzialmente spirituale, presenta tuttavia elementi superiori alla materia o al corpo: "Una persona può essere sostenuta dall'essenza interiore del cibo, anche come nutrimento spirituale... tutto questo con la pace" (Likutey Halakhot I). Anche Maimonide (Mishneh Torah) ha detto: <<...questo include coloro che si impegnano ancora nel digiuno [volontario]: non sono sulla strada giusta, perché gli Anziani hanno proibito di tormentarsi con il digiuno. Su questo e altri problemi simili, Re Salomone disse: "Non essere troppo giusto o troppo saggio... Perché dovresti essere dispiaciuto?">> (Kohelet Rabba, Ecclesiaste 7:16). L'Halakhah è: "È vietato provare cibo o lavorare prima di Sha'harit" (Maimonides, Mishneh Torah).